# Згорнє Добренє
Згорнє Добренє (словен. Zgornje Dobrenje) — поселення в общині Шентиль, Подравський регіон‎, Словенія.